# Mkwakwani Stadium
Mkwakwani Stadium – stadion piłkarski w Tandze, w Tanzanii. Swoje spotkania rozgrywają na nim zawodnicy zespołu Coastal Union FC. Obiekt może pomieścić 10 000 widzów.